# Мазники
Мазники (укр. Мазники) — село в Деражнянском районе Хмельницкой области Украины.
Население по переписи 2001 года составляло 714 человек. Почтовый индекс — 32265. Телефонный код — 3856. Занимает площадь 3,462 км². Код КОАТУУ — 6821586001.

## Местный совет
32265, Хмельницкая обл., Деражнянский р-н, с. Мазники, ул. Центральная, 2

## Исторические факты
- 10.12.1859 родился историк и археолог Евфимий Иосифович Сецинский[1].
- В марте 1918 года в селе Мазники был создан Летичевский партизанский отряд, организатором которого был Николай Сергеевич Осликовский[2].